# Charisma Records
Charisma Records — звукозаписывающая компания, основанная в 1969 году Тони Страттоном-Смитом (Tony Stratton-Smith), в то время работавшим менеджером рок-групп The Nice, The Bonzo Dog Band и Van der Graaf Generator. Первоначально Charisma выпускала свою продукцию в Англии при посредстве B&C Records, считаясь её дочерним лейблом, позже поглотила последний. Бо́льшую часть 70-х годов пластинки, выходившие на Charisma распространялись в Европе компанией Phonogram Records.
Компания провозгласила себя «The Famous Charisma Label»: это привело к недоразумениям: первое время лейбл называли Famous Charisma Records. Логотип использовал картину Джона Тениелла, на которой был изображён Безумный Шляпник (использовался также и монтаж, включавший в себя образы других персонажей «Алисы в Стране Чудес»).
Charisma был одним из наиболее влиятельных лейблов 1970-х годов. Наибольший коммерческий успех ему принесли релизы Genesis, Питера Гэбриэла, Джулиана Леннона и Monty Python. Здесь также записывались Lindisfarne, Hawkwind, The Alan Parsons Project, Малкольм Макларен и др.
В США и Канаде продукция Charisma Records поначалу выходила по лицензиям на таких лейблах, как ABC Records (Trespass Genesis вышел на джазовом импринте Impulse Records). Филиал ABC Probe Records выпустил The Least We Can Do Is Wave To Each Other (Van der Graaf Generator), на Dunhill Records вышел альбом той же группы H to He, Who Am the Only One. На Elektra Records выходили пластинки Atomic Rooster, Audience и Lindisfarne.
В 1971 году Charisma вступили в союз с Buddah Records и с помощью последнего начали выпускать свою продукцию в США (в частности, альбомы Pawn Hearts Van der Graaf Generator, Nursery Cryme, Foxtrot и Genesis Live Genesis. Кроме того, в 1973—1974 годах пластинки Charisma в США выходили и на Atlantic Records; позже группы, записывавшиеся на Charisma, подписали отдельные контракты — в частности, с Mercury Records (Van der Graaf Generator) и Arista Records (Monty Python). В 1978—1980 годах пластинки Charisma выпускала компания Polydor. В Канаде значительную часть продукции лейбла распространял PolyGram Canada.
В 1983 году Charisma Records перешёл в собственность Virgin Records. В 1986 году компания Virgin (после того, как перешёл под крышу EMI) полностью поглотила лейбл. В 1990—1992 годах функционировала другая записывающая компания Charisma, не имевшая отношения к первоначальному лейблу. Некоторые пластинки Charisma Records перевыпускались EMI. В Британии лейбл был возрождён под эгидой Angel Music Group.

## Исполнители Charisma Records
- The Alan Parsons Project
- Atomic Rooster
- Audience
- Tony Banks
- Sir John Betjeman
- Brand X
- Capability Brown
- Peter Gabriel
- Genesis
- Steve Hackett
- Peter Hammill
- Van der Graaf Generator
- Hawkwind
- Jellyfish
- Alan Hull
- Jack The Lad
- Julian Lennon
- Lindisfarne
- Malcolm McLaren
- The Nice
- Vivian Stanshall
- Scars[англ.]
- String Driven Thing
- Clifford T. Ward